# John Ainsworth-Davis
John Creyghton Ainsworth-Davis (Aberystwyth, 23 april 1895 – Stockland, 3 januari 1976) was een Welsh atleet. Hij won als lid van het Britse 4 x 400 m estafette-team de gouden medaille tijdens de Olympische Spelen van 1920.
Na zijn deelname aan de Spelen van 1920 nam hij nog zelden deel aan officiële wedstrijden en richtte zich op zijn medische carrière. Hij werd urologisch chirurg en nadien secretaris van de "Royal Society of Medicine". Tijdens de Tweede Wereldoorlog was hij hoofd van de chirurgie in het RAF-hospitaal te Cosford.

## Persoonlijk record
| Onderdeel | Prestatie | Jaar |
| --------- | --------- | ---- |
| 400 m     | 50,0 s    | 1920 |

## Palmares

### 400 m
- 1920: 5e OS - onbekende tijd

### 440yd
- 1921: 4e Engelse AAA-kampioenschappen

### 4 x 400 m
- 1920:  OS - 3.22,22

1912: Sheppard, Lindberg, Meredith, Reidpath ·
1920: Griffiths, Lindsay, Ainsworth-Davis, Butler ·
1924: Cochran, Helffrich, MacDonald, Stevenson ·
1928: Baird, Alderman, Spencer, Barbuti ·
1932: Fuqua, Ablowich, Warner, Carr ·
1936: Wolff, Rampling, Roberts, Brown ·
1948: Harnden, Bourland, Cochran, Whitfield ·
1952: Wint, Laing, McKenley, Rhoden ·
1956: Jenkins, Jones, Mashburn, Courtney ·
1960: Yerman, Young, G. Davis, O. Davis ·
1964: Cassell, Larrabee, Williams, Carr ·
1968: Matthews, Freeman, James, Evans ·
1972: Asati, Nyamau, Ouko, Sang ·
1976: Frazier, Brown, Newhouse, Parks ·
1980: Valiulis, Linge, Tsjernetski, Markin ·
1984: Nix, Armstead, Babers, McKay ·
1988: Everett, Lewis, Robinzine, Reynolds ·
1992: Valmon, Watts, Johnson, Lewis ·
1996: Harrison, Smith, Mills, Maybank ·
2000: Bada, Chukwu, Monye, Udo-Obong  ·
2004: Harris, Brew, Wariner, Williamson ·
2008: Merritt, Taylor, Neville, Wariner ·
2012: Brown, Pinder, Mathieu, Miller ·
2016: Hall, McQuay, Roberts, Merritt ·
2020: Cherry, Norman, Deadmon, Benjamin ·
2024: Bailey, Norwood, Deadmon, Benjamin
- Bibliothèque nationale de France: cb166310555 (data)
- International Standard Name Identifier: 0000 0004 5098 612X
- Virtual International Authority File: 316737895